# Parfait Amour
Pour les articles homonymes, voir Parfait Amour !.
Parfait Amour, ou Parfait d’Amour, est une liqueur de couleur violette semblable à la crème de violette avec un arôme floral. Comparé à la crème de violette, Parfait Amour est généralement plus intensément parfumé et présente souvent des notes distinctes d'agrumes et d'épices en plus des arômes floraux.
Parfait Amour était surtout populaire au XIXe siècle, mais il est encore fabriqué aujourd'hui dans de nombreuses variantes, notamment en France et aux Pays-Bas. Les épices et les arômes utilisés comprennent les fleurs de violette et de rose, la vanille, le citron, l'orange, la coriandre et l'anis ; le clou de girofle et la noix de muscade sont également mentionnés. Les liqueurs Parfait Amour les plus connues sont De Kuyper (30 % en volume), Bols (30 %) et Marie Brizard (25 %).
Vers 1900, Parfait Amour était un ingrédient devenu populaire dans les cocktails et les digestifs colorés construits à partir de multiples liqueurs, mais il est tombé visiblement dans l'oubli au cours du XXe siècle, ne connaissant une petite renaissance que ces dernières années. Seuls quelques cocktails à base de parfait amour ont atteint une plus grande notoriété, dont le Jupiter (gin, vermouth sec, Parfait Amour et jus d'orange). Aussi le Aviation (gin, crème de violette, liqueur Marasquin, jus de citron) et son parent, le Blue Moon (comme l'Aviation, mais sans Maraschino) sont possibles avec du Parfait Amour au lieu de la crème de violette.